# Kathedrale des heiligen Franz Xaver

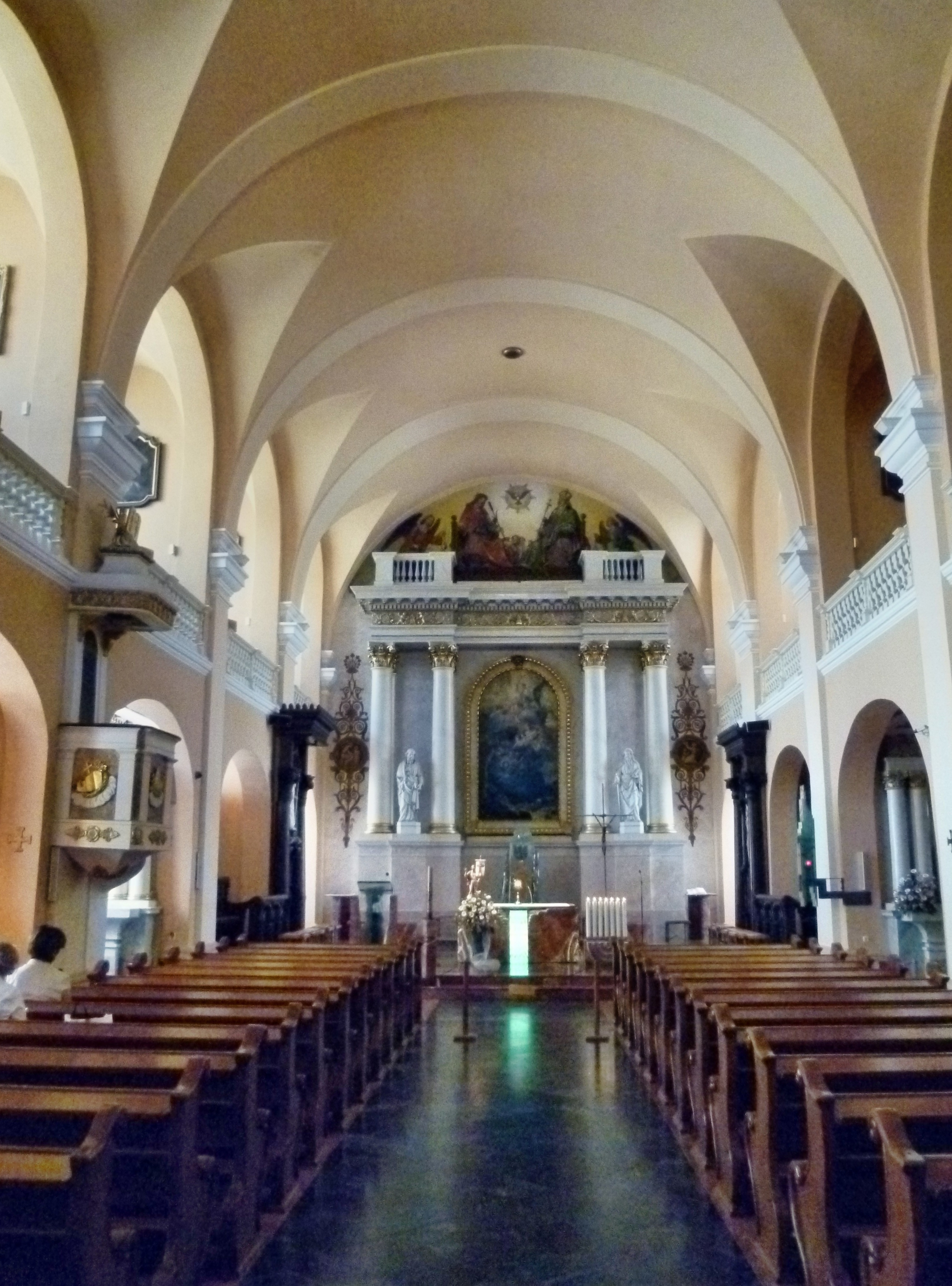
Inneres

Die Kathedrale des heiligen Franz Xaver (slowakisch Katedrála svätého Františka Xaverského, im Volksmund Kapitulský kostol – „Kapitelkirche“) in der Innenstadt von Banská Bystrica, Mittelslowakei, ist die Kathedralkirche des römisch-katholischen Bistums Banská Bystrica. Sie ist dem heiligen Franz Xaver geweiht und befindet sich am Platz Námestie SNP.

## Geschichte
Am Platz der heutigen Kirche stand 1503 das Haus des reichen Bürgers Michael Königsberger, der ein Mäzen vieler Sakralbauten in Stadt und Umgebung war. Im Haus selbst befand sich eine gotische Kapelle Johannes des Täufers, die im 16. Jahrhundert, als alle Kirchen in der Stadt unter protestantischer Kontrolle waren, der einzige Ort war, wo noch katholische Gottesdienste stattfanden. Im Jahr 1647 gründeten die Jesuiten in Königsbergers Haus eine Niederlassung, um der Reformation entgegenzuwirken, und bauten 1695–1701 auf Königsbergers Grundstück ein Kolleg.
Im Jahr 1702 begann der Orden, die neue Kollegkirche des heiligen Franz Xaver zu bauen. Aber nur ein Jahr später eroberten die Aufständischen von Franz II. Rákóczi die Stadt Neusohl und die Jesuiten mussten die Stadt verlassen. Erst nach der habsburgischen Rückeroberung konnte der Bau 1709 fortgesetzt und am 24. September 1715 geweiht werden. Die barocke einschiffige Kirche mit sechs Seitenkapellen anstelle von Seitenschiffen war damals ohne Türme. 1773 mussten die Jesuiten die Kirche verlassen, da der Jesuitenorden von Papst Clemens XIV. aufgehoben wurde. 1776 wurde schließlich die Kirche zum Sitz des Bistums Neusohl.
1844 wurde die Kirche vergrößert und die Front erhielt zwei Türme, zwischen denen ein klassizistisches Hauptportal mit vier Säulen gebaut wurde. 1880 wurden die Zwiebelhauben durch Balustraden ersetzt. In den 1970er Jahren wurde das Innere vollständig umgestaltet und zusammen mit der Fassade farblich neu gefasst. Das Äußere wurde 1999 renoviert. 2003 erhielt die Kirche eine Pfeifenorgel.